# فلز غیرآهنی
در متالورژی، فلزات غیرآهنی به فلزات یا آلیاژهایی گفته می‌شود که حاوی آهن (Allotropes of iron ferrite) در مقادیر قابل‌توجهی نیستند. این فلزات به‌طور کلی گران‌تر از فلزات آهنی هستند. فلزات غیرآهنی دارای خواص مطلوبی مانند وزن کم (مثلا آلومینیوم)، رسانایی بالاتر (مثلا مس)، خاصیت غیرمغناطیسی یا مقاومت در برابر خوردگی (مثلا روی) هستند. برخی از مواد غیرآهنی نیز در صنایع آهن و فولاد استفاده می‌شوند. به‌عنوان مثال، بوکسیت به عنوان فلاکس برای کوره بلند استفاده می‌شود و سایرین مانند ولفرامیت، پیرولوزیت و کرومیت در ساخت آلیاژهای آهنی استفاده می‌شوند.
همهٔ فلزات به‌صورت خالص، به جز آهن، عناصری غیرآهنی هستند. فلزات غیرآهنی مهم عبارت‌اند از:
آلومینیوم، مس، سرب، نیکل، قلع، تیتانیوم و روی و آلیاژهایی مانند برنج. فلزات گران‌بها مانند طلا، نقره و پلاتین و فلزات خاص، کمیاب یا نادری مانند کبالت، جیوه، تنگستن، بریلیوم، بیسموت، سریم، کادمیوم، نیوبیوم، ایندیم، گالیم، ژرمانیوم، لیتیوم، سلنیوم، تانتال، تلوریوم، وانادیم، و زیرکونیوم همچنین غیرآهنی هستند. آن‌ها معمولاً از طریق مواد معدنی مانند سولفیدها، کربناتها و سیلیکاتها به‌دست می‌آیند. فلزات غیرآهنی معمولاً از طریق الکترولیز تصفیه می‌شوند.

## بازیافت و کنترل آلودگی
ضایعات غیرآهنی به‌دلیل کاربردهای زیاد، معمولاً بازیافت می‌شوند. مواد ثانویهٔ موجود در ضایعات، برای صنعت متالورژی، حیاتی هستند، زیرا تولید فلزات جدید، اغلب به آن‌ها نیاز دارد. برخی از تأسیسات بازیافت، مواد غیرآهنی را دوباره ذوب و ریخته‌گری می‌کنند. تفاله‌ها و ناخالصی‌ها در محل، جمع‌آوری و ذخیره و بخارات فلزی نیز فیلتر و جمع‌آوری می‌شوند. ضایعات غیرآهنی، عمدتاً از ضایعات صنعتی و ضایعات فناوری مثلاً کابل‌های مسی به‌دست می‌آیند.

## تاریخ باستان
فلزات غیرآهنی، نخستین فلزاتی بودند که توسط انسان برای متالورژی استفاده شد. طلا، نقره و مس، نسبت به سایر فلزات، کمتر مستعد واکنش با اکسیژن هستند. مس از نخستین فلزات مورد استفاده توسط بشر بود و آن‌قدر نرم بود که با آهنگری سرد به اشیاء مختلف تبدیل یا در بوته آهنگری ذوب می‌شد. طلا، نقره و مس به‌دلیل توانایی بالای آن‌ها در شکل‌گرفتن به اَشکال مختلف، برای مصارف مختلف، جایگزین برخی از منابع دیگر مانند چوب و سنگ شدند. به‌دلیل کمیاب بودن، با مصنوعات طلا، نقره و مس، به‌عنوان اقلام لوکس رفتار شده و با دقت زیادی از آن‌ها استفاده می‌شد. استفاده از مس همچنین بیان‌گر گذار از عصر حجر به عصر مس بود. عصر برنز، پس از عصر مس، با اختراع برنز، آلیاژی از مس و قلع، آغاز شد.

## استفاده در مکانیک و سازه‌ها
فلزات غیرآهن، در ساخت‌وساز، به‌منظور اهداف تجاری و در صنعت استفاده می‌شوند. انتخاب مواد برای کاربرد مکانیکی یا ساختمانی، به ملاحظات مهمی نیاز دارد، از جمله این‌که چگونه می‌توان ماده را به‌راحتی به یک قطعه نهایی تبدیل کرد و چگونه خواص آن می‌تواند عمداً یا سهواً در این فرایند تغییر کند. اگرچه عملیات مشابه با فلزات و آلیاژهای آهنی و غیرآهنی استفاده می‌شود، اما واکنش فلزات غیرآهنی به این فرآیندهای شکل‌دهی اغلب شدیدتر است. در نتیجه، خواص نهایی ممکن است به‌طور قابل‌توجهی بین شکل‌های ریخته‌گری و فرفورژه همان فلز یا آلیاژ متفاوت باشد.